# شیرین نظام مافی
شیرین نظام مافی (زاده ۱۳۵۸ برابر با ۱۹۷۹ میلادی) نویسنده و مهندس ایرانی، ساکن اوساکا در ژاپن، دومین فرد غیرژاپنی برندهٔ ۱۰۸امین دوره جایزهٔ ادبی بونگاکو کایشین جین (文學界新人賞/ぶんがくかいしんじんしょう) است. این جایزه که معتبرترین جایزهٔ ادبی ژاپن می‌باشد در تاریخ ۲۵ فروردین ۱۳۸۸ (۱۴ آوریل ۲۰۰۹ میلادی) به وی به خاطر کتاب «کاغذ سفید» اعطا شد. داستان کتاب درباره عاشق شدن دختری خردسال است که در نزدیکی مرز ایران و عراق، در زمانی که جنگ بین دو کشور در جریان است، زندگی می‌کند.
وی اولین برنده‌ای است که زبان مادری‌اش با خطی غیر از کانجی نوشته می‌شود. اولین غیر ژاپنی که به این جایزه دست یافت خانم یانگ یی (Yang Yi) از کشور چین است که در ۱۳۸۶ (۲۰۰۷) جایزه را از آن خود کرد.
با آنکه زبان مادری وی فارسی است اما به زبان ژاپنی داستان می‌نویسد. او اولین داستان کوتاه خود را در سن ۱۴ سالگی در ایران نوشت. در سال ۱۳۷۸ (۱۹۹۹ میلادی) برای ادامه تحصیل در رشته مهندسی به ژاپن آمد و پس از آن شروع به نوشتن داستان به زبان ژاپنی کرد. او در سال ۱۳۸۵ (۲۰۰۶ میلادی) برنده جایزهٔ ادبی دانشجویان خارجی شده و در سال ۲۰۰۹ برندهٔ ۱۰۸امین دوره جایزهٔ ادبی بونگاکو کایشین جین برای کتاب «کاغذ سفید» شد.
نظام مافی در سال ۲۰۰۶ میلادی از دانشکده مهندسی دانشگاه کوبه فارغ التحصیل شده و در حال حاضر در یک شرکت بزرگ الکترونیکی به عنوان مهندس سیستم مشغول به کار است.